# Marmorklotspindel
Marmorklotspindel (Enoplognatha oelandica) är en spindelart som först beskrevs av Tord Tamerlan Teodor Thorell 1875.  Marmorklotspindel ingår i släktet Enoplognatha och familjen klotspindlar. Enligt den svenska rödlistan är arten starkt hotad i Sverige. Arten förekommer i Götaland och Öland. Artens livsmiljö är havsstränder, jordbrukslandskap. Inga underarter finns listade i Catalogue of Life.